# Маломальский
Малома́льский — посёлок в Нижнетуринском муниципальном округе Свердловской области России.

## Географическое положение
Посёлок Маломальский расположен в 15 километрах (по автодорогам в 22 километрах) к северу от города Нижней Туры, в лесной местности, на обоих берегах реки Туры, чуть ниже устья реки Ис.

## Население
| 2002 | 2010 |
| ---- | ---- |
| 0    | ↗5   |